# Guido Sala
Guido Sala (Lissone, 15 dicembre 1928 – 13 aprile 1987) è stato un pilota motociclistico italiano.

## Carriera
Debuttò nelle competizione ventenne in sella ad una Moto Morini 125, ottenendo la sua prima vittoria nel 1950 in sella ad una Alpino 75. Con una Parilla 250 Bialbero fu per due anni consecutivi (1951 e 1952) terzo nel Campionato Italiano di Seconda Categoria.
Nella stagione 1952 fece il suo debutto nel Motomondiale, terminando al quarto posto il GP d'Olanda. Le sue buone prestazioni gli valsero l'ingaggio da parte dell'MV Agusta come pilota ufficiale per il 1954: in quella stagione vinse il suo primo (ed unico) Gran Premio, quello delle Nazioni, grazie a problemi meccanici occorsi al compagno di Marca Carlo Ubbiali. "Scaricato" dalla Casa di Cascina Costa, Sala corse sino al 1958 con FB Mondial, Parilla, Moto Guzzi, MV Agusta e MotoBi.
Lasciate due ruote, Sala si distinse nelle prime competizioni mondiali dedicate alla nuova specialità del karting; utilizzando mezzi della Birel (azienda fondata da suo fratello Umberto) e della Tecnokart/Parilla, si è aggiudicato il primo campionato mondiale riconosciuto dalla FIA, nel 1964, ripetendosi anche l'anno successivo. Abbandonate le corse nel 1968, aprì un negozio di moto. È morto nel 1987 stroncato da un male incurabile; Lissone gli ha dedicato una via.

## Risultati nel motomondiale

### Classe 125
| 1952 | Classe | Moto      |    |  |   |    |   |   |   |     |  | Punti | Pos. |
| ---- | ------ | --------- | -- |  | - | -- | - | - | - | --- |  | ----- | ---- |
| 1952 | 125    | MV Agusta | NE |  | 4 | NE | - | - | 5 | Rit |  | 5     | 9º   |

| 1954 | Classe | Moto      |    |   |   |    |   |   |    |   |   | Punti | Pos. |
| ---- | ------ | --------- | -- | - | - | -- | - | - | -- | - | - | ----- | ---- |
| 1954 | 125    | MV Agusta | NE | - | - | NE | - | - | NE | 1 | - | 8     | 7º   |

| 1955 | Classe | Moto      |  |  |  |  |    |  |    |   |  | Punti | Pos. |
| ---- | ------ | --------- |  |  |  |  | -- |  | -- | - |  | ----- | ---- |
| 1955 | 125    | MV Agusta |  |  |  |  | NE |  | NE | 7 |  | 0     |      |

| 1957 | Classe | Moto       |   |  |   |   |   |   |  |  |  | Punti | Pos. |
| ---- | ------ | ---------- | - |  | - | - | - | - |  |  |  | ----- | ---- |
| 1957 | 125    | FB Mondial | - |  | - | - | - | 6 |  |  |  | 1     | 13º  |

| Legenda | 1º posto        | 2º posto            | 3º posto            | A punti      | Senza punti        | Grassetto – Pole position Corsivo – Giro più veloce |
| Legenda | Gara non valida | Non qual./Non part. | Ritirato/Non class. | Squalificato | '-' Dato non disp. | Grassetto – Pole position Corsivo – Giro più veloce |

### Classe 250
| 1954 | Classe | Moto |  |  |  |  |  |  |  |     |  | Punti | Pos. |
| ---- | ------ | ---- |  |  |  |  |  |  |  | --- |  | ----- | ---- |
| 1954 | 250    | n.d. |  |  |  |  |  |  |  | Rit |  | 0     |      |

| 1957 | Classe | Moto       |  |  |  |  |  |     |  |  |  | Punti | Pos. |
| ---- | ------ | ---------- |  |  |  |  |  | --- |  |  |  | ----- | ---- |
| 1957 | 250    | FB Mondial |  |  |  |  |  | Rit |  |  |  | 0     |      |

| Legenda | 1º posto        | 2º posto            | 3º posto            | A punti      | Senza punti        | Grassetto – Pole position Corsivo – Giro più veloce |
| Legenda | Gara non valida | Non qual./Non part. | Ritirato/Non class. | Squalificato | '-' Dato non disp. | Grassetto – Pole position Corsivo – Giro più veloce |